# Vincenzo Foglia
Vincenzo Foglia detto Frasca o Veleno (Napoli, 3 luglio 1948 – Pisa, 30 luglio 2022) è stato un fantino italiano, tre volte vincitore il Palio di Legnano e una del Palio di Fucecchio.

## Carriera
Fantino specializzato nelle corse a pelo, ha disputato il Palio di Siena in 7 occasioni, non riuscendo mai a vincere. Può invece vantare ben tre successi al Palio di Legnano: nel 1973 per la Nobile contrada San Magno, nel 1975 e 1976 per la Contrada Sant'Erasmo; la sua striscia vincente è stata interrotta nel 1974 da Andrea Degortes detto Aceto.
Nel 1988 ha portato al successo la Contrada Borgonovo al Palio di Fucecchio.
Nel suo palmares figurano altre vittorie in Palii minori. Foglia è il fantino più vincente del Palio di Buti, con ben 9 vittorie fra il 1979 e il 1996. Vanta inoltre 4 successi al Palio dei Rioni di Castiglion Fiorentino (1980, 1982, 1983, 1985).